# Robert Rabinovitch
Pour les articles homonymes, voir Rabinovitch.
 (mars 2017).
Si vous disposez d'ouvrages ou d'articles de référence ou si vous connaissez des sites web de qualité traitant du thème abordé ici, merci de compléter l'article en donnant les références utiles à sa vérifiabilité et en les liant à la section « Notes et références ».
Robert Rabinovitch (1er mars 1943) a été président de la société Radio-Canada de 1999 à 2007.

## Biographie
Né à Montréal, il est diplômé de l'Université McGill avec un baccalauréat commercial en économie en 1964. 
À l'école Wharton de l'Université de la Pennsylvanie, il obtient une maîtrise ès arts en 1965, puis il reçoit un doctorat en économie et en finance de la même université en 1971.
Vice-président et PDG de Clarige Inc. de 1987 à 1999, il était également haut fonctionnaire dans le gouvernement canadien de 1968 à 1986. 
Il a occupé plusieurs postes importants, dont sous-secrétaire d'État en 1985-1986, sous-ministre en communications de 1982 à 1985, président du comité exécutif du congrès juif canadien ainsi que membre de la Fondation CRB, du centre canadien du cinéma et de la Fondation Samuel et Saidye Bronfman.
Il est membre du conseil des gouverneurs de l'Université McGill depuis 1997. Rabinovitch est marié et a deux enfants.
Nommé président de Radio-Canada le 15 novembre 1999, il voit son mandat renouvelé en 2004,. Sous sa gouverne, la Société vivra deux grèves et trois lock-outs (dont un de neuf semaines en 2002 et un de huit semaines en 2005). Hubert Lacroix lui succède en 2007.